# 1,1,1,2-四氯丙烷
1,1,1,2-四氯丙烷是一种有机氯化合物，化学式C
3H
4Cl
4，可由3,3,3-三氯丙烯与氯化氢通过加成反应生成：
CCl3CH=CH2 + HCl → CCl3CHClCH3